# 2024년 몰도바 유럽 연합 가입 국민투표
2024년 몰도바 유럽 연합 가입 국민투표(루마니아어: Referendumul de aderare a Republicii Moldova la Uniunea Europeană din 2024)는 2024년 10월 20일에 몰도바에서 실시된 국민투표로 유럽연합(EU) 가입 관련 몰도바 헌법을 개정해야 하는지 여부에 대한 전국적 투표이다. 이는 차기 정부가 몰도바를 친유럽 노선에서 쉽게 벗어나지 못하도록 하기 위한 것으로서 2024년 몰도바 대통령 선거와 같은 날에 실시되었다.

## 배경
2022년 3월, 러시아가 우크라이나를 침공한 직후 몰도바는 유럽연합 가입 신청서를 제출하였고 우크라이나와 함께 후보국 지위를 부여받았다. 2022년 12월 가입 협상 시작 결정이 났고 이듬해 6월 마이아 산두 몰도바 대통령이 자국의 유럽연합 가입 협상을 개시하라는 명령에 서명하였다.
2014년 2월 2일, 가가우지아 자치령은 유럽 통합에 대한 두 번의 주민투표를 실시하였다. 1차 투표에서는 벨라루스, 카자흐스탄, 러시아의 관세 동맹에 가입하는 데 98.4%가 찬성했고, 2차 투표에서는 유럽연합의 추가 통합에는 97.2%가 반대하였다. 유권자의 98.9%는 몰도바가 루마니아와 통일되면 가가우지아가 독립을 선언할 수 있다는 제안을 지지하였다.

## 질문
투표에 부쳐진 질문의 내용은 다음과 같다.
Susțineți modificarea Constituției în vederea aderării Republicii Moldova la Uniunea Europeană?
 (몰도바 공화국이 유럽연합에 가입하기 위한 헌법 개정을 지지하십니까?)
투표의 선택 사항은 '예'와 '아니오'였다.

## 결과
몰도바 국민의 대다수인 50.39%가 몰도바의 EU 가입 열망에 찬성표를 던졌고 49.61%가 반대표를 던졌다. 선거 전 실시된 여론조사에서는 찬성이 쉽게 이길 것으로 집계됐으나 예상을 빗나갔다.
| 몰도바 공화국이 유럽 연합에 가입하기 위한 헌법 개정을 지지하십니까? | 몰도바 공화국이 유럽 연합에 가입하기 위한 헌법 개정을 지지하십니까? | 몰도바 공화국이 유럽 연합에 가입하기 위한 헌법 개정을 지지하십니까? | 몰도바 공화국이 유럽 연합에 가입하기 위한 헌법 개정을 지지하십니까? |
| 응답                                                                | 득표율                                                              | 득표수                                                              | 지도                                                                |
| ------------------------------------------------------------------- | ------------------------------------------------------------------- | ------------------------------------------------------------------- | ------------------------------------------------------------------- |
| 예                                                                  | 50.38%                                                              | 750,137표                                                           |                                                                     |
| 아니오                                                              | 49.62%                                                              | 738,737표                                                           |                                                                     |

## 같이 보기
- 루마니아와 몰도바의 통일